# L'Île au trésor (David Chauvel)
Pour les articles homonymes, voir L'Île au trésor (homonymie).
L'Île au trésor est une série de bande dessinée en trois volumes, adaptée du roman éponyme de Robert Louis Stevenson. Le récit est repris par David Chauvel au scénario et Fred Simon au dessin. Les couleurs sont réalisées par Jean-Luc Simon.

## Publications
Trois albums sont parus en 2007, 2008 et 2009 chez Delcourt, dans la collection Ex-Libris. En 2017 parait l'édition intégrale (144 pages) toujours chez Delcourt, :
1. Volume 1 (2007)[3],[4]
2. Volume 2 (2008)[5]
3. Volume 3 (2009)[6]
4. L'Île au trésor - l'intégrale (2017)[2]